# Adios Pace
Adios Pace, är ett passgångslopp för 3-åriga varmblodiga passgångshästar (hingstar och valacker) som körs varje år i maj på The Meadows Racetrack and Casino i North Strabane Township i Pennsylvania i USA. Loppet har körts sedan 1967 i passgångshästen Adios minne, och körs över distansen 1 mile. Den samlade prissumman i loppet är $400 000.

## Historiska händelser
1972 års upplaga av loppet är det enda som har slutat med dött lopp. 1997 döptes loppet om till Delvin Miller Adios Pace, för att hylla kusken och tränaren Delvin Miller. Samma år segrade hästen Dream Away med fem längder, men diskvalificerades för trängning.
1985 segrade Nihilator i ett kvallopp till Adios Pace, men ströks innan finalloppet, som skulle vara ett matchrace mot hästen Marauder. För att vinna behövde Marauder endast jogga runt banan helt ensam.
2008 års upplaga kördes på Pocono Downs i Wilkes-Barre, Pennsylvania, då The Meadows byggdes om.

## Records
Snabbaste segertid (1 mile på 5/8 milebana)
- 1:47.4 - Bolt The Duer (2012) (Nytt världsrekord)[4]

Kusk med flest segrar
- 8 - John Campbell (1984, 1987, 1992, 1993, 1994, 1995, 2002, 2003)[5]

Tränare med flest segrar
- 4 - Brett Pelling (1995, 1996, 2004, 2005)[6]

## Segrare
| År   | Häst               | Kusk                    | Tränare              | Tid    |
| ---- | ------------------ | ----------------------- | -------------------- | ------ |
| 2022 | Bythemissal        | Chris Page              | Ron Burke            | 1:48.3 |
| 2021 | Hellabalou         | Tim Tetrick             | Eddie Dennis         | 1:48.4 |
| 2020 | Catch The Fire     | Mike Wilder             | John Ackley          | 1:49.3 |
| 2019 | Southwind Ozzi     | Brian Sears             | Bill Mackenzie       | 1:48.0 |
| 2018 | Dorsoduro Hanover  | Matt Kakaley            | Ron Burke            | 1:50.1 |
| 2017 | Fear The Dragon    | David Miller            | Brian Brown          | 1:49.1 |
| 2016 | Racing Hill        | Brett Miller            | Tony Alagna          | 1:48.4 |
| 2015 | Dudes The Man      | Corey Callahan          | Jessica Okusko       | 1:48.4 |
| 2014 | McWicked           | David Miller            | Casie Coleman        | 1:49.1 |
| 2013 | Sunfire Blue Chip  | Yannick Gingras         | Jimmy Takter         | 1:48.3 |
| 2012 | Bolt The Duer      | Mark J. MacDonald       | Peter Foley          | 1:47.4 |
| 2011 | Alsace Hanover     | Ronald Pierce           | Tony O'Sullivan      | 1:48.3 |
| 2010 | Delmarvalous       | Brian Sears             | George Teague, Jr.   | 1:49.4 |
| 2009 | Vintage Master     | Daniel Dubé             | Jimmy Takter         | 1:49.2 |
| 2008 | Shadow Play        | David Miller            | Mark Ford            | 1:50.4 |
| 2007 | May June Character | George Brennan          | Mickey Burke         | 1:51.1 |
| 2006 | Cactus Creek       | Mike Lachance           | Ervin M. Miller      | 1:50.2 |
| 2005 | Village Jolt       | Ronald Pierce           | Brett Pelling        | 1:52.1 |
| 2004 | Timesareachanging  | Ronald Pierce           | Brett Pelling        | 1:49.3 |
| 2003 | Armbro Animate     | John Campbell           | Jim Campbell         | 1:52.2 |
| 2002 | Million Dollar Cam | John Campbell           | William Robinson     | 1:50.4 |
| 2001 | Pine Valley        | Brian Sears             | David Knight         | 1:51.4 |
| 2000 | Riverboat King     | Mark Kesmodel           | Steve Elliott        | 1:51.4 |
| 1999 | Washington VC      | Dave Palone             | Ronald Coyne, Jr.    | 1:52.3 |
| 1998 | Artist Stena       | Luc Ouelette            | Ross Croghan         | 1:51.1 |
| 1997 | Legacy of Power    | Dan Ross                | Jerry Ross, Sr.      | 1:52.1 |
| 1996 | Electric Yankee    | Mike Lachance           | Brett Pelling        | 1:52.1 |
| 1995 | David's Pass       | John Campbell           | Brett Pelling        | 1:51.4 |
| 1994 | Cam's Card Shark   | John Campbell           | William Robinson     | 1:51.1 |
| 1993 | Miles McCool       | John Campbell           | Thomas Haughton      | 1:51.2 |
| 1992 | Direct Flight      | John Campbell           | Kelvin Harrison      | 1:52.0 |
| 1991 | Precious Bunny     | Jack Moiseyev           | William Robinson     | 1:50.4 |
| 1990 | Beach Towel        | Ray Remmen              | Larry Remmen         | 1:51.4 |
| 1989 | Goalie Jeff        | Mike Lachance           | Tom Artandi          | 1:54.2 |
| 1988 | Camtastic          | William O'Donnell       | Robert Bencal        | 1:53.3 |
| 1987 | Run The Table      | John Campbell           | Jim Campbell         | 1:53.2 |
| 1986 | Barberry Spur      | Richard Stillings       | Richard Stillings    | 1:53.1 |
| 1985 | Marauder           | Dick Richardson, Jr.    | Dick Richardson, Jr. | 2:27.1 |
| 1984 | Andrel             | John Campbell           | James Crane          | 1:54.2 |
| 1983 | Ralph Hanover      | Ron Waples              | Stewart Firlotte     | 1:54.4 |
| 1982 | Higher Power       | Myles "Mickey" McNichol | Ron Gurfein          | 1:54.0 |
| 1981 | Landslide          | Ed Lohmeyer             | Ed Lohmeyer          | 1:57.2 |
| 1980 | Storm Damage       | Joe O'Brien             | Jerry Smith          | 1:53.2 |
| 1979 | Hot Hitter         | Hervé Filion            | Louis Meittinis      | 1:57.0 |
| 1978 | Abercrombie        | Glen Garnsey            | Glen Garnsey         | 1:55.0 |
| 1977 | Governor Skipper   | John Chapman            | H. "Bucky" Norris    | 1:54.4 |
| 1976 | Armbro Ranger      | Joe O'Brien             | Joe O'Brien          | 1:56.0 |
| 1975 | Nero               | Joe O'Brien             | Joe O'Brien          | 1:57.3 |
| 1974 | Armbro Omaha       | Billy Haughton          | Billy Haughton       | 1:58.0 |
| 1973 | Ricci Rennie Time  | Harold Dancer, Jr.      | Harold Dancer, Jr.   | 2:00.2 |
| 1972 | Strike Out (DH)    | Keith Waples            | John Hayes           | 1:58.1 |
| 1972 | Jay Time (DH)      | Gene Riegle             | Gene Riegle          | 1:58.1 |
| 1971 | Albatross          | Stanley Dancer          | Stanley Dancer       | 1:58.3 |
| 1970 | Most Happy Fella   | Stanley Dancer          | Stanley Dancer       | 2:19.1 |
| 1969 | Laverne Hanover    | Billy Haughton          | Billy Haughton       | 2:01.0 |
| 1968 | Bye and Large      | George Sholty           | Billy Haughton       | 2:00.1 |
| 1967 | Romulus Hanover    | Billy Haughton          | Billy Haughton       | 2:00.3 |